# 옹진군 (황해남도)
옹진군(甕津郡)은 조선민주주의인민공화국 황해남도 남부에 있는 군이다. 대한민국에도 같은 이름의 옹진군이 있다.

## 지리
북쪽으로 태탄군, 동쪽은 벽성군과 강령군, 남쪽 및 서쪽은 황해와 접한다. 지리적으로 모두 38도선 이남에 위치한다. 옹진반도는 강령반도, 동남반도, 룡천반도로 세분된다. 리아스식 해안으로 해안선이 복잡하고 옹진평야, 강령만, 화산만, 대동만 등이 이곳에 위치한다. 기후는 온화한 편이다.
옹진군에 있는 주요 섬들로는 강령만의 입구에 있는 룡호도, 옹진만의 입구 바깥쪽에 있는 창린도, 옹진반도의 서쪽 끝의 남쪽에 있는 기린도가 있다.

## 역사
| Daedongyeojido (Gyujanggak) 12-06.jpg | Daedongyeojido (Gyujanggak) 12-05.jpg |
|                                       | Daedongyeojido (Gyujanggak) 13-06.jpg |

38도선 이남에 속했던 옹진반도와 그 주변의 섬들은 1945년 8월 15일 광복이후 부터 미군정의 관할 아래 있었고, 행정구역상으로 경기도에 편입되었으나 1953년 7월 27일 22시에 한국 군사 정전에 관한 협정에 따라 본래 황해도 옹진군이었던 지역은 방어가 어렵다는 이유로 유엔군이 북한에 할양하여 모두 군사분계선 이북 지역이 되었고, 경기도 옹진군에는 1945년 11월 4일에 편입되었던 백령면(백령도·대청도·소청도, 원래 장연군 소속)과 송림면 연평리(연평도, 원래 벽성군 소속)은 북한에 할양하지 않아서 현재 대한민국에 남아서 인천광역시에 속해 있다. 그러나 북방한계선에 따라 원래 옹진군에 가까운 바다를 실효 지배하고 있다.
1952년까지 옹진군은 현재의 강령군을 포함해 옹진반도의 남부 연안 일대를 관할했다. 1952년 12월 행정구역 개편에 의하여 옹진군 옹진읍, 북면, 서면, 룡천면, 교정면, 가천면과 동남면 일부, 벽성군 대거면 일부를 합쳐 현재의 옹진군이 되었고, 종전 옹진군의 남동부(부민면, 용연면, 봉구면, 흥미면)는 신설된 강령군에 편입되었다.
- 1018년 - 고려가 옹진현을 설치했다.
- 1397년 - 조선이 옹진진을 설치했다.
- 1895년 - 해주부 옹진군이 되었다.
- 1896년 - 황해도 옹진군이 되었다.
- 1909년 - 강령군을 옹진군에 편입하였다.
- 1914년 - 동면·남면과 동남면으로, 아미면·신흥면을 흥미면으로, 봉현면·구주면이 봉구면으로 통합되었다.
- 1938년 10월 1일 - 마산면이 옹진읍으로 승격하였다.[2]
- 1945년 11월 4일 - 38선 이남의 미군정 관할 지역이 경기도 옹진군으로서 편성되었다.
- 1952년 12월 - 북한이 강령군을 분리해 옹진군을 재편성하였다(1읍 27리).

## 경제
주요 농작물은 쌀이고 밀, 옥수수, 콩, 고구마, 면화도 재배된다. 한때는 산림이 풍부한 지역이었으나 현재는 별로 남아있지 않다. 난류와 한류가 만나는 곳이기 때문에 어업도 활발하다. 금, 규토, 대리석도 채굴된다.

## 교통
- 옹진선

## 행정 구역
1읍 3로동자구 24리로 구성된다.
- 읍 : 옹진(甕津邑)
- 리 : 수대(秀垈里), 랭정(冷井里), 원사(院寺里), 립석(立石里), 장송(長松里), 서해(西海里), 본영(本營里), 삼산(三山里), 국봉(國峯里), 해방(解放里), 송월(松月里), 구랑(鷗浪里), 진해(陣海里), 은동(隱洞里), 만진(萬珍里), 련봉(蓮峯里), 전산(錢山里), 대기(大機里), 룡천(龍泉里), 제작(諸作里), 기린도(麒麟島里), 창린도(昌麟島里), 룡호도(龍湖島里), 선풍(先豊里)
- 로동자구 : 옹진(甕津勞動者區), 남해(南海勞動者區), 구곡(九谷勞動者區)

군소재지 : 옹진읍

## 관광
명소로 옹진온천과 판정약수, 룡천약수가 있다.

## 같이 보기
- 인천 옹진군